# Пет Саммітт
Патриція Сью «Пет» Саммітт (англ. Patricia Sue "Pat" Summitt), уроджена Патриція Сью 14 червня 1952, Кларксвілл, штат Теннессі, США — 28 червня 2016, Ноксвілл, штат Теннессі, США) — колишній американський тренер, спеціаліст із жіночого баскетболу. Є найрезультативнішим тренером за всю історію баскетболу NCAA; на рахунку Саммітт більше перемог, ніж у будь-який чоловічої чи жіночої команди будь-якого дивізіону. Тренерською діяльністю займалася з 1974-го по 2012-ий; протягом усього цього періоду працювала з командою Tennessee Lady Vols basketball.
У квітні 2000 року вона була визнана кращим баскетбольним тренером XX століття. У 2009 році журнал Sporting News розмістив її на 11-му місці у своєму списку 50-ти найкращих тренерів всіх часів у всіх видах спорту, в якому вона була єдиною жінкою. За 38 років у ролі тренера у неї ніколи не було невдалих сезонів. 
Саммітт написала три книги в співавторстві з Саллі Дженкінс: «Reach для Summitt» — мотиваційна і частково біографічна книга, «Raise the Roof» про команду «Леді Волантірс» в переможному сезоні 1997—1998 років, і «Sum It Up», що описує її життя, включаючи досвід життя з хворобою Альцгеймера.

## Біографія
Народилася Патриція Сью Хед (Patricia Сью Керівник) в Кларксвіллі, Теннессі (Clarksville, Tennessee). У неї було 3 брата (Tommy, Charles and Kenneth) і одна молодша сестра (Linda). У рідному місті грати в баскетбол Патриція не могла — тамтешня школа просто не мала команди для дівчаток; втім, переїзд у містечко Генрієтта (Henrietta), що поблизу, допоміг виправити ситуацію. Продовжила грати в баскетбол Патриція і в університеті Теннессі; результати Пет показувала надзвичайно гідні — національного рівня. Цікаво, що спортивну стипендію Патриції отримати так і не вдалося — жінкам вона в той час не вручалася.

## 1970-ті роки
У 1976-му Патриція стала одним із капітанів першої жіночої баскетбольної команди США і в складі цієї команди виграла золото на Олімпіаді. Через 8 років Саммітт виступила на Олімпіаді вже як тренер — і підопічні її взяли золото. Тренером команди університету Теннессі Патриція стала перед початком сезону 1974—1975. За роботу Саммітт отримувала 250 доларів на місяць, причому в обов'язки її входила прання спортивних форм. Жіночий баскетбол у той час був далеко не самим популярним видом спорту і в NCAA навіть ще не був визнаний. Першу перемогу підопічні Саммітт здобули 10 січня 1975 го. Наступний рік для Саммітт став у першу чергу роком Олімпіади, хоча і Lady Vols показали себе вельми і вельми непогано — підопічні Пет зуміли вийти на рекордний результат і зайняти Перше місце в загальному заліку AIAW.

## 1980-ті роки
Сезон 1981—1982 був важливий перш всього баскетбольним турніром NCAA. Lady Vols були серед запрошених і результат показали непоганий — їм вдалося пройти в півфінал, де перемогу здобули підсумкові чемпіонки «Louisiana Tech». Саміт виграла свою 200-ту гру 3 грудня, 69—56, в Детройті.
Першу перемогу національного рівня Lady Vols здобули в сезоні 1986—1987. У цьому ж сезоні Саммітт записала на свій рахунок 300-ту перемогу, здолали її підопічні команду Північної Кароліни (North Carolina). Сезоном пізніше команда Пет знову дійшла до півфіналу, де на шляху їх постали старі суперниці з «Louisiana Tech»; цього разу перемога залишилася за командою Луїзіани (Louisiana).

## 1990-ті роки
Сезон 1991—1992 завершився для команди ще до виходу в чемпіонат регіонального рівня. У сезон 1992—1993 команда Саммітт двічі перемогла минулорічних чемпіонів і добре провела основний сезон SEC, проте турнір SEC їм не підкорився. У кар'єрі команди були і явні невдачі — так, 1996—1997 сезон за мірками підопічних Саммітт вийшов абсолютно невдалим. Втім, сезоном пізніше команда різко виправила становище, показавши результат абсолютно рекордний. Взагалі, до нового десятиліття команда прийшла з 3 чемпіонськими званнями SEC, перемогами на турнірі SEC і сезонами з 30+ перемогами поспіль. Турнір NCAA в тому році дещо не вдався, але в цілому сезон вийшов дуже вдалим і Lady Vols розділили з футбольною командою «Florida State Seminoles» звання «Краща команда десятиліття» за версією ESPY.

## 2000-і роки
Сезони 2000—2001 і 2001—2002 принесли Lady Vols чергові перемоги на SEC. Турнір NCAA 2001—2002 для команди завершився в півфіналі, де їх перемогла збірна Коннектикуту (Connecticut). 

## Нагороди та звання
- 16-кратний чемпіон SEC (1980, 1985, 1990, 1993, 1994, 1995, 1998, 1999, 2000, 2001, 2002, 2003, 2004, 2007, 2010, 2011)
- 16-кратний чемпіон турніру SEC (1980, 1985, 1988, 1989, 1992, 1994, 1996, 1998, 1999, 2000, 2005, 2006, 2008, 2010, 2011, 2012)
- 8-кратний Тренер Року SEC (1983, 1995, 1998, 2001, 2003, 2004, 2007, 2011)
- 7-кратний Тренер Року NCAA (1983, 1987, 1989, 1994, 1995, 1998, 2004)
- 8-кратний чемпіон NCAA (1987, 1989, 1991, 1996, 1997, 1998, 2007, 2008)